# Smart TV Alliance
Smart TV Alliance este o organizație lansată în anul 2012 de LG Electronics, în parteneriat cu TP Vision (Philips) și Toshiba.  Alianța își propune să dezvolte o platformă generală, non-proprietar, pentru televizoarele inteligente, care să faciliteze compatibilitatea multi-platform, indiferent de platforma pe care rulează acestea. 
Unul dintre obiectivele Smart TV Alliance, este definirea unor specificații tehnice pentru dezvoltatori, să creeze aplicații care să poată fi rulate pe televizoare inteligente cu platforme diferite. Tehnologia are la bază HTML5 și SDK 2.5., cu suport pentru Ultra HD și pentru caracteristici de tip Smart Home. 
În prezent, alianța are 19 membri, printre care Vestel, Xumo, Warner bros., Dolby, Opera Software, Realtek, Arcelik a.s., FPT Software și TPV Group, Panasonic, Abox42, IBM, Obigo, QualComm, Technisat și Yume. 